# At Long Last Love (película)
At Long Last Love (España: "Por fin, el gran amor"; Argentina: "Al fin llegó el amor" ) es una película de comedia musical estadounidense de 1975 escrita, producida y dirigida por Peter Bogdanovich. Está protagonizada por Burt Reynolds, Cybill Shepherd, Madeline Kahn y Duilio Del Prete  como dos parejas que cambian de compañero durante una fiesta e intentan ponerse celosos. Con 18 canciones con música y letra de Cole Porter, Bogdanovich se inspiró para hacer un musical con las canciones del compositor después de que Shepherd le regalara un libro de sus canciones. Todas las secuencias musicales fueron interpretadas en vivo por el elenco, ya que la intención de Bogdanovich fue hacer un tributo a películas musicales de los años 30 como One Hour With You, The Love Parade, The Merry Widow y The Smiling Lieutenant que también filmaron las canciones de la misma manera.
20th Century Fox se apresuró a lanzar la película y solo permitió dos proyecciones de prueba antes de que la versión final se estrenara en el Radio City Music Hall. A pesar de algunas opiniones aceptables de críticos como Roger Ebert, At Long Last Love enfrentó críticas iniciales en su mayoría horrendas que se dirigían principalmente a las interpretaciones de los números musicales de los actores principales; y rendimientos de taquilla muy bajos, solo ganando menos de la mitad de su presupuesto de $ 5.14 millones. La recepción de la crítica fue tan negativa que Bogdanovich publicó anuncios en periódicos disculpándose por la película. Aparte de un videocasete de 1981, At Long Last Loveno no tuvo un lanzamiento oficial en los medios domésticos durante muchos años, por lo que las únicas versiones disponibles de la película fueron a través de piratas de TV, grabaciones VHS e impresiones de 16 mm. La versión de 121 minutos de Bogdanovich de 1979 de la película fue lanzada a Netflix en 2012, y la "versión definitiva del director", 90 segundos más larga, fue lanzada en Blu-ray en 2013.

## Sinopsis
Cuatro socialites chocan inesperadamente: la heredera Brooke Carter se encuentra con el jugador italiano Johnny Spanish en una pista de carreras mientras que el playboy Michael O. Pritchard casi atropella a la estrella de teatro Kitty O'Kelly con su auto. Entre bastidores en el show de Kitty, resulta que ella y Brooke son viejas amigas que asistieron juntos a la escuela. El cuarteto recorre la ciudad, acompañada por la compañera de Brooke, Elizabeth, que se lanza sobre el mayordomo y chofer de Michael, Rodney James. Los cuatro amigos cambian de pareja en una fiesta, donde Brooke y Michael salen a escondidas de Kitty y Johnny. En un esfuerzo para poner celosos a los demás, Kitty, Johnny, Brooke, Michael, Elizabeth y Rodney comienzan su romance.

## Elenco
Burt Reynolds como Michael Oliver Pritchard III
Cybill Shepherd como Brooke Carter
Madeline Kahn como Kitty O'Kelly
Duilio DelPrete como Johnny Spanish
Eileen Brennan como Elizabeth
John  Hillerman como Rodney James
Mildred  Natwick como Mabel Pritchard
M. Emmet Walsh como Harold

## Producción
At Long Last Love fue la primera película musical de Bogdanovich, así como la primera película que escribió él mismo. Tuvo la idea de una película musical de canciones de Cole Porter cuando su entonces novia Cybill Shepherd le regaló un libro de canciones del compositor. "Sus letras transmitieron una era frívola", dijo el director. "Con una especie de tristeza, pero muy sutil … Las letras de Cole Porter son menos sentimentales que, digamos, Gershwin y más abrasivas … Gershwin fue el mejor músico. Pero Cole era mejor letrista y yo estaba más interesado en las letras que en la música". Cuando escuchó la letra de "I Loved Him", con su inversión de emoción y letra irónica, decidió usar eso como el final y "trabajó desde allí". La película originalmente se llamó Cuadrilla, y estaba igualmente balanceada entre los cuatro personajes principales.
En septiembre de 1973, Bogadanovich anunció que el elenco sería Cybill Shepherd, Madeline Kahn, Ryan O'Neal y el propio director. Shepherd había grabado un álbum de canciones de Cole Porter pagado por Paramount llamado Cybill Does It ... to Cole Porter. En marzo de 1974, Bogdanovich había decidido no actuar y se reemplazó por Elliott Gould, que tenía experiencia en teatro musical. Gould y O'Neal abandonaron el proyecto. En marzo de 1974 Burt Reynolds había reemplazado a Gould. Bogdanovich dice que fue convencido de emplear a Burt Reynolds, quien quería probar un musical. "Toda la broma de que es un buen tipo, guapo, no particularmente bueno en el baile. No puede con la chica. Es bastante ineficaz ". Le dio la pista al otro hombre a Duilio DelPrete quien acababa de estar en Daisy Miller de Bogdanovich y de quien el director pensó que iba a ser una gran estrella. En marzo de 1974, Fox acordó financiar la película.
El rodaje comenzó en agosto de 1974. Resistiendo el impulso de rodar otra película en blanco y negro, Bogdanovich la  dirigió como "Blanco y Negro en Color". Quería que los personajes se sintieran como si estuvieran teniendo una conversación usando "tarjetas de felicitación en forma de canciones" como si "no supieran qué decirse". Las películas de Ernst Lubitsch con Jeanette MacDonald y Maurice Chevalier como One Hour With You, The Love Parade, The Merry Widow y The Smiling Lieutenant influenciaron a Bogdanovich para que todas las secuencias de canciones se filmen en vivo, ya que recrearía el "tipo de ambiente triste, divertido, melancólico, tonto" y "espontáneo" de las películas. Sin embargo, todo los actores principales, especialmente Reynolds, "no eran cantantes o bailarines consumados", lo que provocó muchos retrasos y desórdenes durante el proceso de filmación. Además, el elenco tuvo dificultades para realizar las secuencias debido a tener que realizarlas en una sola toma y tratar con sistemas receptores de wonky con el fin de   escuchar los instrumentos. Bogdanovich dijo más tarde que "era muy arrogante" durante la realización de la película, "pero esa arrogancia se debía a una inseguridad frenética. Sabía que era tan posible que estuviera equivocado que me volví duro al insistir en que tenía razón ".

## Versiones
El estudio se apresuró a lanzar la película, con solo dos avances en San José (queBogadanovich recordó haber sido "un desastre total") y Denver. Bogdanovich hizo más cambios en la película para que se enfocara más en el personaje de Reynolds debido a la presión del estudio, y la versión final nunca fue preestrenada. Tras un estreno en 20th Century-Fox Studios en Los Ángeles el 1 de marzo de 1975, la película se estrenó el 6 de marzo en el Radio City Music Hall con críticas mordaces y malos resultados de taquilla. El coro de ataques críticos llevó a Bogdanovich a realizar una carta abierta de disculpa impresa en periódicos de todo Estados Unidos Bogdanovich dijo luego que se estrenó la película "Me di cuenta de cómo debería haberla editado después de eso e inmediatamente lo hice, me dejaron y creo que pagué por eso, y esa versión se mostraba entonces en televisión y esa es la versión que todas las impresiones de lanzamiento han mostrado desde entonces. Era bastante diferente de la versión inicial. Muy diferente, pero por desgracia era demasiado tarde." El director ha declarado que muchas personas que la vieron por primera vez en esta versión no reaccionaron tan mal a la película.

## Recepción
Jay Cocks de Time encabezó la condena, declarando; "este libro para colorear de Cole Porter, montado con gran gasto y sin gusto, es una de esas grandes catástrofes que hacen que el público grite de sorpresa o mire hacia otro lado con vergüenza", agregó; "al bailar, las estrellas parecen estar apagando una fogata". TV Guide escribió; "Una de las peores bombas de la década de 1970, este tonto intento de recrear los exuberantes musicales de la década de 1930 ofrece fabulosos decorados art déco, memorables canciones de Cole Porter y valores de producción ingeniosos, pero cae como un elefante herido". A pesar de las críticas negativas, Roger Ebert le dio a la película una crítica levemente positiva, otorgando 2.5 estrellas de 4 y escribiendo: "Es imposible no sentir afecto por At Long Last Love de Peter Bogdanovich, una evocación tan mala del musical clásico de los años treinta. Es un entretenimiento ligero, tonto, impecablemente elegante... La película no es una obra maestra, pero no puedo explicar la crueldad de algunos de los ataques críticos en su contra. Es casi como si Bogdanovich está siendo acusado del pecado del orgullo por atreverse a hacer un musical al estilo clásico de Hollywood ...Bogdanovich tiene demasiado gusto, demasiado seguro para el tono correcto, para equivocarse seriamente Y si no va espectacularmente bien, al menos proporciona pequeños placeres y buena música".
At Long Last Love fue incluido en el libro de 1978 “The Fifty Worst Films of All Time” (Las 50 peores películas de todos los tiempos”, fue citado en The Golden Turkey Awards (ganando el premio por "The Worst Musical Extravaganza of All Time" (Peor extravaganza musical de todos los tiempos), y fue incluido como un gran desastre financiero en The Hollywood Hall of Shame (El salón de la vergüenza de Hollywood), todos escritos por Harry y Michael Medved.
At Long Last Love actualmente tiene una calificación del 20% en Rotten Tomatoes según quince reseñas. Sin embargo, algunos directores modernos elogiaron la película. Rian Johnson puso At Long Last Love entre sus diez películas musicales favoritas de la década de 1970. Describió la película: "Estoy aquí para decirte que todos estaban equivocados. Esta película es una delicia. Mi esposa y yo amamos todo al respecto, incluso tenemos este póster en nuestra cocina."

## Ediciones posteriores
At Long Last Love fue lanzado en videocasete por Magnetic Video en 1981. Además, había diferentes versiones (cada una con diferentes escenas y números agregados y faltantes) flotando entre los fanáticos y coleccionistas, desde copias en 16 mm y varias transmisiones de televisión.
El director descartó la película como un recuerdo doloroso hasta alrededor de 2011 cuando le dijeron que se estaba transmitiendo en Netflix y que a la gente le estaba gustando. Por primera vez en muchos años la vio y, por primera vez en años, le gustó lo que vio. Pero no fue su corte. Se descubrió que un editor de estudio de larga data llamado Jim Blakely había montado en secreto otra versión de la película (que duraba aproximadamente 121 minutos) que se parecía más al guion de rodaje de Bogdanovich y al primer corte de preestreno. Silenciosamente la sustituyó como la versión predeterminada ya en 1979, y esa fue la versión disponible para Netflix. El director ha reconocido con gratitud a Jim Blakely, quien murió antes de que nadie se enterase de lo que había hecho. Después de descubrir cómo sucedió, Bogdanovich llamó a Fox para decir que le gustaba esa versión. Hizo algunas mejoras, incluidos 90 segundos de metraje restaurado, lo que llevó el tiempo de ejecución final a 123 minutos. El estudio la lanzó como la "Versión definitiva del director" en un disco Blu-ray en junio de 2013, lo que resultó en más críticas positivas que la versión teatral.